# 155
| 155                |
| ------------------ |
| Dødsfald - Fødsler |
|                    |

| Gregoriansk kalender | 155 CLV                 |
| Ab urbe condita      | 908                     |
| Armensk kalender     | I/T                     |
| Kinesiske kalender   | 2851 – 2852 甲午 – 乙未 |
| Etiopisk kalender    | 147 – 148               |
| Jødisk kalender      | 3915 – 3916             |
| Hindukalendere       |                         |
| - Vikram Samvat      | 210 – 211               |
| - Shaka Samvat       | 77 – 78                 |
| - Kali Yuga          | 3256 – 3257             |
| Iransk kalender      | 467 BP – 466 BP         |
| Islamisk kalender    | 482 BH – 481 BH         |

Se også 155 (tal)